# Übergang (Band)
Übergang ist eine deutschsprachige Metalband, die den Genres Groove Metal und Thrash Metal zuzuordnen ist.

## Geschichte
Die Band wurde 2014 in Göttingen gegründet. Gründungsmitglieder waren Sebastian Walkenhorst, Jeff Insanity, Mikey Lawless und Dukk Maniac. Silvio Schlesier stieg 2015 als Bassist in die Band ein. Erste Veröffentlichung war 2017 das Debütalbum Zeichen der Zeit auf dem Label Demons Run Amok Entertainment. Es folgten Konzerte und Touren mit Bands wie Napalm Death, Agnostic Front, Brujeria, Iron Reagan, Ignite, Power Trip, Dirty Rotten Imbeciles und Isolated. Kurz nach den Tourneen verließen bis auf Schlesier und Walkenhorst alle Mitglieder die Band und wurden durch Andor Arnhold, Sven Vaupel und Louis Schaffert ersetzt. Zum 31. Mai 2019 veröffentlichte die Band ihr zweites Album Evolution bei Demons Run Amok Entertainment.

## Stil und Ausrichtung
Charakteristisch für die Band sind der deutsche Gesang und die eher philosophischen Lyrics von Sänger Walkenhorst. Die Produktion des Albums Evolution wurde durch Arnhold erarbeitet und umgesetzt. Für das Mastering des Tonträgers war Dennis Poschwatta, Schlagzeuger der Band Guano Apes, verantwortlich. Auf Evolution finden sich, wie schon auf Zeichen der Zeit, eher persönliche und sozialkritische Texte. Songs wie „Kampfgeist“ beschäftigen sich mit der Lethargie der Gesellschaft. Die Band hat eine antifaschistische, antirassistische, antisexistische und antihomophobe Ausrichtung. Im Lied Blutgetränkt geht es unter anderem um den Rechtsruck in Europa.

## Diskografie
Alben
- 2017: Zeichen der Zeit (Demons Run Amok Entertainment)
- 2019: Evolution (Demons Run Amok Entertainment)